# Курса
Курса́ (кат. Corçà, вимова літературною каталанською [kuɾ'sa]) — муніципалітет, розташований в Автономній області Каталонія, в Іспанії. Код муніципалітету за номенклатурою Інституту статистики Каталонії — 170577. Знаходиться у районі (кумарці) Баш-Ампурда (коди району — 10 та BM) провінції Жирона, згідно з новою адміністративною реформою перебуватиме у складі Баґарії (округи) Жирона.

## Назва муніципалітету
Назва муніципалітету походить від імені лат. Curtius або прізвища лат. Quartius.

## Населення
Населення міста (у 2007 р.) становить 1.255 осіб (з них менше 14 років — 12 %, від 15 до 64 — 69,8 %, понад 65 років — 18,2 %). У 2006 р. народжуваність склала 9 осіб, смертність — 14 осіб, зареєстровано 6 шлюбів. У 2001 р. активне населення становило 620 осіб, з них безробітних — 49 осіб.

Серед осіб, які проживали на території міста у 2001 р., 989 народилися в Каталонії (з них 731 особа у тому самому районі, або кумарці), 125 осіб приїхало з інших областей Іспанії, а 29 осіб приїхало з-за кордону. 

Вищу освіту має 6,4 % усього населення. 

У 2001 р. нараховувалося 386 домогосподарств (з них 22,3 % складалися з однієї особи, 18,7 % з двох осіб,18,9 % з 3 осіб, 25,1 % з 4 осіб, 12,2 % з 5 осіб, 1,8 % з 6 осіб, 0,8 % з 7 осіб, 0,3 % з 8 осіб і 0 % з 9 і більше осіб).

Активне населення міста у 2001 р. працювало у таких сферах діяльності : у сільському господарстві — 10,2 %, у промисловості — 21,4 %, на будівництві — 19,3 % і у сфері обслуговування — 49,2 %. 

 У муніципалітеті або у власному районі (кумарці) працює 348 осіб, поза районом — 360 осіб.

### Безробіття
У 2007 р. нараховувалося 42 безробітних (у 2006 р. — 44 безробітних), з них чоловіки становили 33,3 %, а жінки — 66,7 %.

## Економіка

### Підприємства міста

#### Промислові підприємства
| \| Промислові підприємства міста, за сферою діяльності \| Промислові підприємства міста, за сферою діяльності \| Промислові підприємства міста, за сферою діяльності \| \| Рік \| 2002 р. \| 2001 р. \| \| --------------------------------------------------- \| --------------------------------------------------- \| --------------------------------------------------- \| \| Енергетичні та водні ресурси \| 4,5 % \| 4,5 % \| \| Хімія та метали \| 36,4 % \| 36,4 % \| \| Переробка металів \| 22,7 % \| 27,3 % \| \| Продукти харчування \| 22,7 % \| 18,2 % \| \| Текстиль \| 0 % \| 0 % \| \| Виробництво меблів, видання \| 9,1 % \| 9,1 % \| \| Інше \| 4,5 % \| 4,5 % \| \| Усього підприємств \| 22 \| 22 \| |         |         |
| Промислові підприємства міста, за сферою діяльності |         |         |
| Рік | 2002 р. | 2001 р. |
| Енергетичні та водні ресурси | 4,5 %   | 4,5 %   |
| Хімія та метали | 36,4 %  | 36,4 %  |
| Переробка металів | 22,7 %  | 27,3 %  |
| Продукти харчування | 22,7 %  | 18,2 %  |
| Текстиль | 0 %     | 0 %     |
| Виробництво меблів, видання | 9,1 %   | 9,1 %   |
| Інше | 4,5 %   | 4,5 %   |
| Усього підприємств | 22      | 22      |

#### Роздрібна торгівля
| \| Підприємства роздрібної торгівлі міста, за сферою діяльності \| Підприємства роздрібної торгівлі міста, за сферою діяльності \| Підприємства роздрібної торгівлі міста, за сферою діяльності \| \| Рік \| 2002 р. \| 2001 р. \| \| ------------------------------------------------------------ \| ------------------------------------------------------------ \| ------------------------------------------------------------ \| \| Продукти харчування \| 21,7 % \| 25 % \| \| Одяг та взуття \| 13 % \| 15 % \| \| Товари для дому \| 13 % \| 15 % \| \| Книги та періодичні видання \| 0 % \| 0 % \| \| Промислова хімічна продукція \| 17,4 % \| 20 % \| \| Продукція, пов'язана з транспортними засобами \| 8,7 % \| 10 % \| \| Інше \| 26,1 % \| 15 % \| \| Усього підприємств \| 23 \| 20 \| |         |         |
| Підприємства роздрібної торгівлі міста, за сферою діяльності |         |         |
| Рік | 2002 р. | 2001 р. |
| Продукти харчування | 21,7 %  | 25 %    |
| Одяг та взуття | 13 %    | 15 %    |
| Товари для дому | 13 %    | 15 %    |
| Книги та періодичні видання | 0 %     | 0 %     |
| Промислова хімічна продукція | 17,4 %  | 20 %    |
| Продукція, пов'язана з транспортними засобами | 8,7 %   | 10 %    |
| Інше | 26,1 %  | 15 %    |
| Усього підприємств | 23      | 20      |

#### Сфера послуг
| \| Підприємства міста, що працюють у сфері послуг, за діяльністю \| Підприємства міста, що працюють у сфері послуг, за діяльністю \| Підприємства міста, що працюють у сфері послуг, за діяльністю \| \| Рік \| 2002 р. \| 2001 р. \| \| ------------------------------------------------------------- \| ------------------------------------------------------------- \| ------------------------------------------------------------- \| \| Гуртова торгівля \| 27,7 % \| 26,2 % \| \| Готелі та готельний бізнес \| 19,1 % \| 21,4 % \| \| Транспорт та зв'язок \| 14,9 % \| 14,3 % \| \| Посередницькі фінансові послуги \| 0 % \| 0 % \| \| Послуги підприємствам \| 2,1 % \| 2,4 % \| \| Послуги фізичним особам \| 23,4 % \| 21,4 % \| \| Нерухомість та ін. \| 12,8 % \| 14,3 % \| \| Усього підприємств \| 47 \| 42 \| |         |         |
| Підприємства міста, що працюють у сфері послуг, за діяльністю |         |         |
| Рік | 2002 р. | 2001 р. |
| Гуртова торгівля | 27,7 %  | 26,2 %  |
| Готелі та готельний бізнес | 19,1 %  | 21,4 %  |
| Транспорт та зв'язок | 14,9 %  | 14,3 %  |
| Посередницькі фінансові послуги | 0 %     | 0 %     |
| Послуги підприємствам | 2,1 %   | 2,4 %   |
| Послуги фізичним особам | 23,4 %  | 21,4 %  |
| Нерухомість та ін. | 12,8 %  | 14,3 %  |
| Усього підприємств | 47      | 42      |

## Житловий фонд
У 2001 р. 1,8 % усіх родин (домогосподарств) мали житло метражем до 59 м2, 18,4 % — від 60 до 89 м2, 37,8 % — від 90 до 119 м2 і
42 % — понад 120 м2.

З усіх будівель у 2001 р. 19,7 % було одноповерховими, 73,6 % — двоповерховими, 6,6
% — триповерховими, 0,2 % — чотириповерховими, 0 % — п'ятиповерховими, 0 % — шестиповерховими,
0 % — семиповерховими, 0 % — з вісьмома та більше поверхами.

## Автопарк
| \| Автомобілі, зареєстровані у місті, за призначенням \| Автомобілі, зареєстровані у місті, за призначенням \| Автомобілі, зареєстровані у місті, за призначенням \| \| Рік \| 2006 р. \| 2005 р. \| \| -------------------------------------------------- \| -------------------------------------------------- \| -------------------------------------------------- \| \| Приватні автомобілі \| 61,3 % \| 61,4 % \| \| Мотоцикли \| 8,5 % \| 8,2 % \| \| Вантажівки \| 25,1 % \| 25,4 % \| \| Трактори \| 1,6 % \| 1,5 % \| \| Автобуси та ін. \| 3,6 % \| 3,5 % \| \| Усього автомобілів \| 1.253 шт. \| 1.212 шт. \| |           |           |
| Автомобілі, зареєстровані у місті, за призначенням |           |           |
| Рік | 2006 р.   | 2005 р.   |
| Приватні автомобілі | 61,3 %    | 61,4 %    |
| Мотоцикли | 8,5 %     | 8,2 %     |
| Вантажівки | 25,1 %    | 25,4 %    |
| Трактори | 1,6 %     | 1,5 %     |
| Автобуси та ін. | 3,6 %     | 3,5 %     |
| Усього автомобілів | 1.253 шт. | 1.212 шт. |

## Вживання каталанської мови
У 2001 р. каталанську мову у місті розуміли 99,4 % усього населення (у 1996 р. — 99,2 %), вміли говорити нею 93,9 % (у 1996 р. -
93,7 %), вміли читати 92,4 % (у 1996 р. — 87,9 %), вміли писати 70,4
% (у 1996 р. — 59,6 %). Не розуміли каталанської мови 0,6 %.

## Політичні уподобання
У виборах до Парламенту Каталонії у 2006 р. взяло участь 622 особи (у 2003 р. — 698 осіб). Голоси за політичні сили розподілилися таким чином:
| \| Вибори до Парламенту Каталонії \| Вибори до Парламенту Каталонії \| Вибори до Парламенту Каталонії \| \| Рік \| 2006 р. \| 2003 р. \| \| -------------------------------------- \| ------------------------------ \| ------------------------------ \| \| Конвергенція та Єднання (CiU) \| 35 % \| 40,1 % \| \| Соціалістична партія Каталонії (PSC) \| 20,9 % \| 18,9 % \| \| Народна партія (PP) \| 2,7 % \| 3,2 % \| \| Ініціатива за Каталонію — Зелені (ICV) \| 9,8 % \| 3,9 % \| \| Республіканська лівиця Каталонії (ERC) \| 28,3 % \| 31,9 % \| \| Громадяни — Громадянська партія (C's) \| 0,5 % \| 0 % \| \| Інші \| 2,7 % \| 2 % \| |         |         |
| Вибори до Парламенту Каталонії |         |         |
| Рік | 2006 р. | 2003 р. |
| Конвергенція та Єднання (CiU) | 35 %    | 40,1 %  |
| Соціалістична партія Каталонії (PSC) | 20,9 %  | 18,9 %  |
| Народна партія (PP) | 2,7 %   | 3,2 %   |
| Ініціатива за Каталонію — Зелені (ICV) | 9,8 %   | 3,9 %   |
| Республіканська лівиця Каталонії (ERC) | 28,3 %  | 31,9 %  |
| Громадяни — Громадянська партія (C's) | 0,5 %   | 0 %     |
| Інші | 2,7 %   | 2 %     |

У муніципальних виборах у 2007 р. взяло участь 642 особи (у 2003 р. — 456 осіб). Голоси за політичні сили розподілилися таким чином:
| \| Муніципальні вибори \| Муніципальні вибори \| Муніципальні вибори \| \| Рік \| 2007 р. \| 2003 р. \| \| -------------------------------------- \| ------------------- \| ------------------- \| \| Конвергенція та Єднання (CiU) \| 12 % \| 100 % \| \| Соціалістична партія Каталонії (PSC) \| 88 % \| 0 % \| \| Народна партія (PP) \| 0 % \| 0 % \| \| Ініціатива за Каталонію — Зелені (ICV) \| 0 % \| 0 % \| \| Республіканська лівиця Каталонії (ERC) \| 0 % \| 0 % \| \| Громадяни — Громадянська партія (C's) \| 0 % \| 0 % \| \| Інші \| 0 % \| 0 % \| |         |         |
| Муніципальні вибори |         |         |
| Рік | 2007 р. | 2003 р. |
| Конвергенція та Єднання (CiU) | 12 %    | 100 %   |
| Соціалістична партія Каталонії (PSC) | 88 %    | 0 %     |
| Народна партія (PP) | 0 %     | 0 %     |
| Ініціатива за Каталонію — Зелені (ICV) | 0 %     | 0 %     |
| Республіканська лівиця Каталонії (ERC) | 0 %     | 0 %     |
| Громадяни — Громадянська партія (C's) | 0 %     | 0 %     |
| Інші | 0 %     | 0 %     |